# Henrik Rehr
Henrik Rehr (født 28. oktober 1964 i Odense) er en dansk tegneserietegner og -forfatter.

## Karriere
Han fik sine første tegneserier trykt i 1981 i Seriemagasinet og Danske Tegneserier, og albumdebuten kom i 1987 med Drømmen om langskibene. De efterfølgende år sås Rehrs signatur på andre serier som Julius (lavet i samarbejde med Morten Hesseldahl), Kvikleif, Rumvælling (i samarbejde med Lars Horneman) og Danmark besat (i samarbejde med Niels Roland og Morten Hesseldahl). Danmark besat blev udgivet i en samlet udgave i 2010.
I to år fra 1985 var han medindehaver af tegneseriebutikken og tegnestuen Den Blå Bil i Odense sammen med vennen Morten Hesseldahl.
Rehr flyttede fra Odense til København i 1987 og blev der medlem af Tegnestuen Pinligt Selskab, hvor bl.a. også Peter Kielland og Mårdøn Smet sad. I 1992 forlod han dog København og rejste til New York for næste år at flytte til Toronto. Siden 1995 har han været bosiddende i New York, tæt på Ground Zero. Begivenhederne omkring terrorangrebet den 11. september 2001 gav inspiration til tegneseriealbummene Tirsdag og Tribeca Sunset, der også er udgivet på engelsk, fransk, italiensk og svensk. En samlet udgave af "Tirsdag" og "Tribeca Sunset" inklusive en del ekstramateriale ikke tidligere udgivet på dansk, udkom i august 2011 under titlen "Tribeca Sunset samleudgave".
I 2014 udgav Rehr den anmelderroste[kilde mangler] Gavrilo Princip, som blev tegnerens internationale gennembrud. Politikens anmelder Kim Skotte skrev om bogen: "Henrik Rehr udfolder i sit sort-hvide drama – med tyk streg under sort! – et teknisk mesterskab, der løfter og udfolder den skæbnesvangre fortælling til et dybt fascinerende historisk drama og et foruroligende nærværende portræt af en ung fanatiker på kollisionskurs med skæbnen."[kilde mangler]
Rehr er også kendt som tegneren af den ordløse tegneserie Ferd'nand, som han overtog efter Al Plastino. Serien er startet af Henning Dahl-Mikkelsen. Rehr tegnede i to år fra 2001 desuden avisstriben Sandslotte og lavede serien Kejserens nye kælder til det gratis undergrundsblad Free Comics.
Siden 2006 har Rehr arbejdet på figuren Rasmus Klump, bl.a. som illustrator på myldrebogen Sikke et mylder, Rasmus Klump, en række pixi-bøger og Rasmus Klump attraktionen i Tivoli. Han har også tegnet forsider til det skandinaviske Basserne-blad og tegner Basserne-striber til samme udgivelse efter manuskripter af Greg og Brian Walker.
Henrik Rehrs bøger er udgivet på 17 sprog.

## Udstilllinger
Hans arbejde har været udstillet på bl.a. Danmarks Industrimuseum, Det Nationalhistoriske Museum på Frederiksborg Slot, Reykjavik kunstmuseum, Museum of Comic and Cartoon Art i New York, Vanderbilt University, Centre Internationale de la Caricature de Saint-Just-Le-Martel, Nationalbiblioteket i Sofia og Society of Illustrators i New York. I sommeren 2024 havde Rehr en stor retrospektiv udstilling i Historiens Hus i Odense. Han har modtaget arbejdslegater fra Statens Kunstråd, Statens Kunstfond og Danske Tegneserieskaberes Fond og fik i 2002 det amerikanske Xeric grant.

## Hanne Hansen Prisen
Henrik Rehr modtog i 2014 Hanne Hansen Prisen. Prisen giver til personer "der har haft en særlig betydning for tegneserien i Danmark".

## Tegneserier i bogform
- Drømmen om langskibene, 1987.
- Julius 1: Tågernes dal, 1987 (med Morten Hesseldahl).
- Julius 2: Sørøver skummelskræks skat, 1989 (med Morten Hesseldahl).
- Kvikleif 1: Heksens bybud, 1989.
- Danmark besat 1: Opbrud, 1990 (med Morten Hesseldahl og Niels Roland).
- Danmark besat 2: Bristepunktet, 1991 (med Morten Hesseldahl og Niels Roland).
- Danmark besat 3: Swingtime, 1992 (med Morten Hesseldahl og Niels Roland).
- Danmark besat 4: Skumring, 1993 (med Morten Hesseldahl og Niels Roland).
- Jim, 1993 (med Lars Horneman).
- Danmark besat 5: Hjemsøgt, 1994 (med Morten Hesseldahl og Niels Roland).
- Kvikleif 2: En røverhistorie, 1994.
- Rumvælling 1: Kidnappet i kosmos, 1995 (med Lars Horneman).
- Rumvælling 2: Affaldsplaneten, 1996 (med Lars Horneman).
- Uår, 1997.
- De tre små grise og ræven, 2002.
- Tirsdag, 2002.
- Tribeca Sunset, 2004.
- Sankt Kain 1: Stenkorset, 2004.
- Sandslotte 1: Med mælkeskægget i postkassen, 2005.
- Blodbryllup, 2006 (med Cav Bøgelund).
- Hyldest, 2007.
- Svøm!, 2008.
- Reykjavik, 2009.
- Danmark besat samleudgave, 2010 (med Morten Hesseldahl og Niels Roland).
- Tribeca sunset samleudgave, 2011.
- Insolitus, 2013 (med Jan Solheim).
- Gavrilo Princip, 2014.
- Det cubanske efterår, 2016 (med Morten Hesseldahl).
- Julius samleudgave, 2019 (med Morten Hesseldahl).
- Husk kilden, når du drikker vandet, 2019 (med Julian Voloj).
- Samtidig, 2020.
- Lev og Sofija Tolstoj, 2023 (med Chantal van den Heuvel).
- Hattrick, 2024 (med Lars Horneman).
- Trillemønten, 2024.
- Dostojevskij, den sorte sol, 2024 (med Chantal van den Heuvel).